# Бюро (мебель)
Бюро́ (фр. bureau, от лат. burra — мохнатое одеяло) — письменный стол, оснащённый надстройкой над столешницей с полками и ящиками, расположенной над частью её поверхности, и крышкой, закрывающей рабочую зону.
Изначально бюро — название телячьей кожи, которой обтягивали выдвижную доску конторки, затем — особый тип мебели, появившийся во Франции в середине XVII века: разновидность письменного стола, под откидывающейся крышкой которого находились два выдвижных ящика. Как правило, откидывающуюся или выдвигающуюся доску для письма обтягивали тонкой кожей. Дорогие бюро в качестве дворцовой, аристократической мебели, изготавливали из различных пород красного или чёрного (эбенового) дерева, декорировали в технике маркетри или инкрустацией перламутром, дополняли золочёными бронзовыми накладками.
Существует несколько версий происхождения такого типа мебели, самая вероятная из них — от шкатулок с наклонными крышками. В таких шкатулках хранили не только украшения, но и письма. В дальнейшем хранение писем, драгоценностей и секретных документов стало основной функцией секретеров.
Формы бюро были разнообразными: чаще бюро имело наклонную крышку (bureau de pente). Порой бюро не имело откидывающихся частей и было похоже на знакомый нам письменный стол. В этом случае оно называлось (bureau plat). Если на крышке «бюро плат» имелись специальные ящики, открытые или закрытые, то такая форма имела оригинальное название bureau bonheur-du-jour, то есть «бюро счастливого дня».
Во Франции XVII—XVIII веков популярными были «цилиндрические бюро» (bureau cylindre) — тип мебели с открывающейся крышкой полуцилиндрической формы. Самое знаменитое произведение такого рода — цилиндрическое Королевское бюро Людовика XV (Bureau du Roi), начатое выдающимся мастером-мебельщиком Ж.-Ф. Эбеном в 1760 году по рисунку Жан-Клода Дюплесси и законченное Жан-Анри Ризенером в 1769 году. Бюро с цилиндрической крышкой украшено маркетри, вызолоченными бронзовыми деталями и плакетками севрского фарфора. До настоящего времени оно экспонируется во «Внутреннем кабинете короля» в Версале. Упрощенная реплика бюро, которую Ризенер изготовил для графа д’Орсэ (фр.) в том же 1769 году, хранится в лондонском собрании Уоллеса.
Ещё одной разновидностью является «Бюро де пант дос д’ан» (bureau de pente dos d’ane) — бюро со скошенной откидной крышкой в виде «спинки ослика» («dos d’ane»). Характерный образец имеется в Большом собрании изящных искусств Международного института антиквариата ASG. Это образец мебельного искусства Франции середины XVIII века — периода правления Людовика XV. Бюро декорировано маркетри с использованием палисандра, розового дерева, амаранта и других ценных пород.

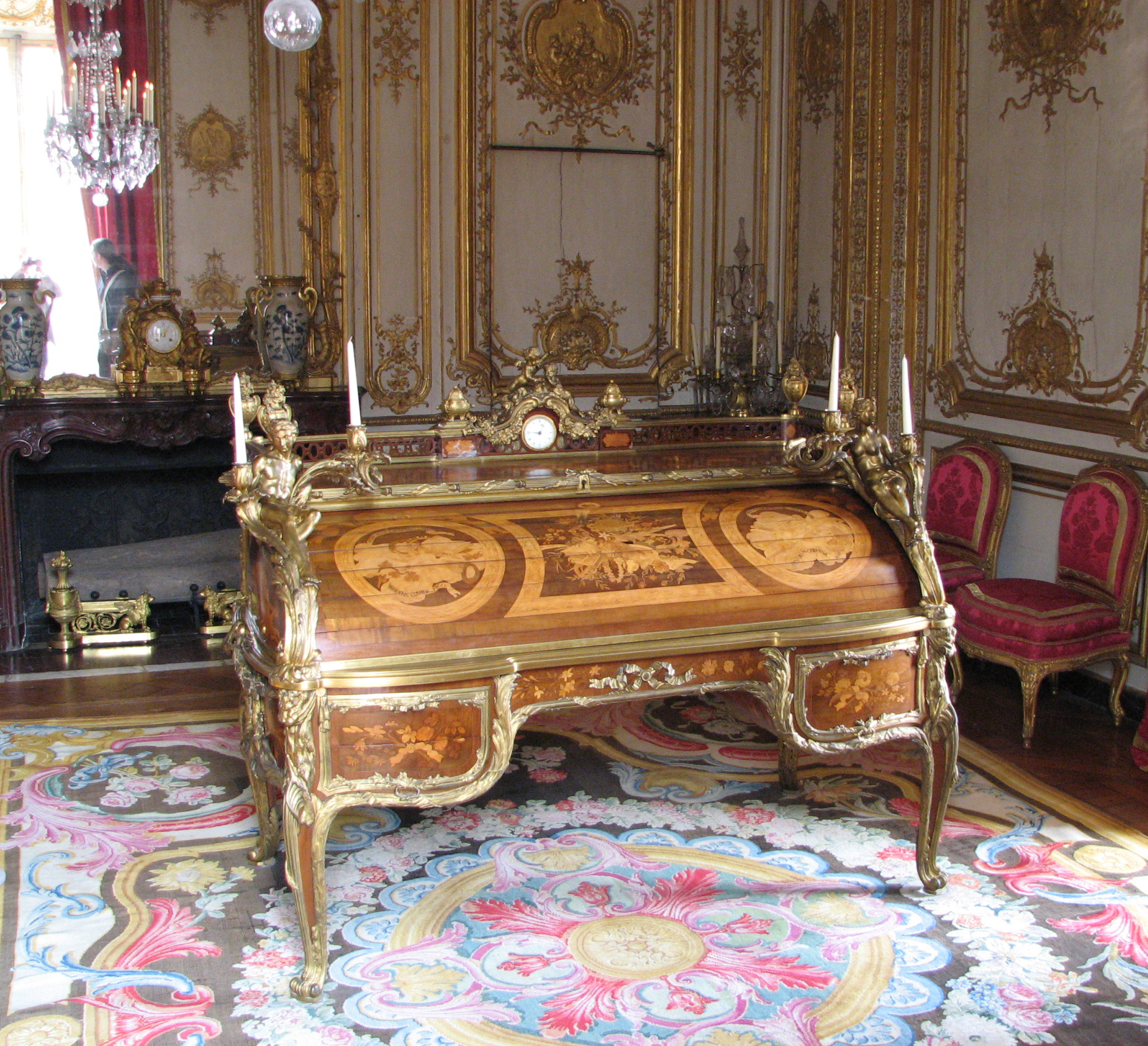
«Королевское бюро», или «Бюро Людовика XV». 1760—1769. Ж.-Ф. Эбен и Ж.-А. Ризенер по рисунку Ж.-К. Дюплесси. Большой дворец, Версаль
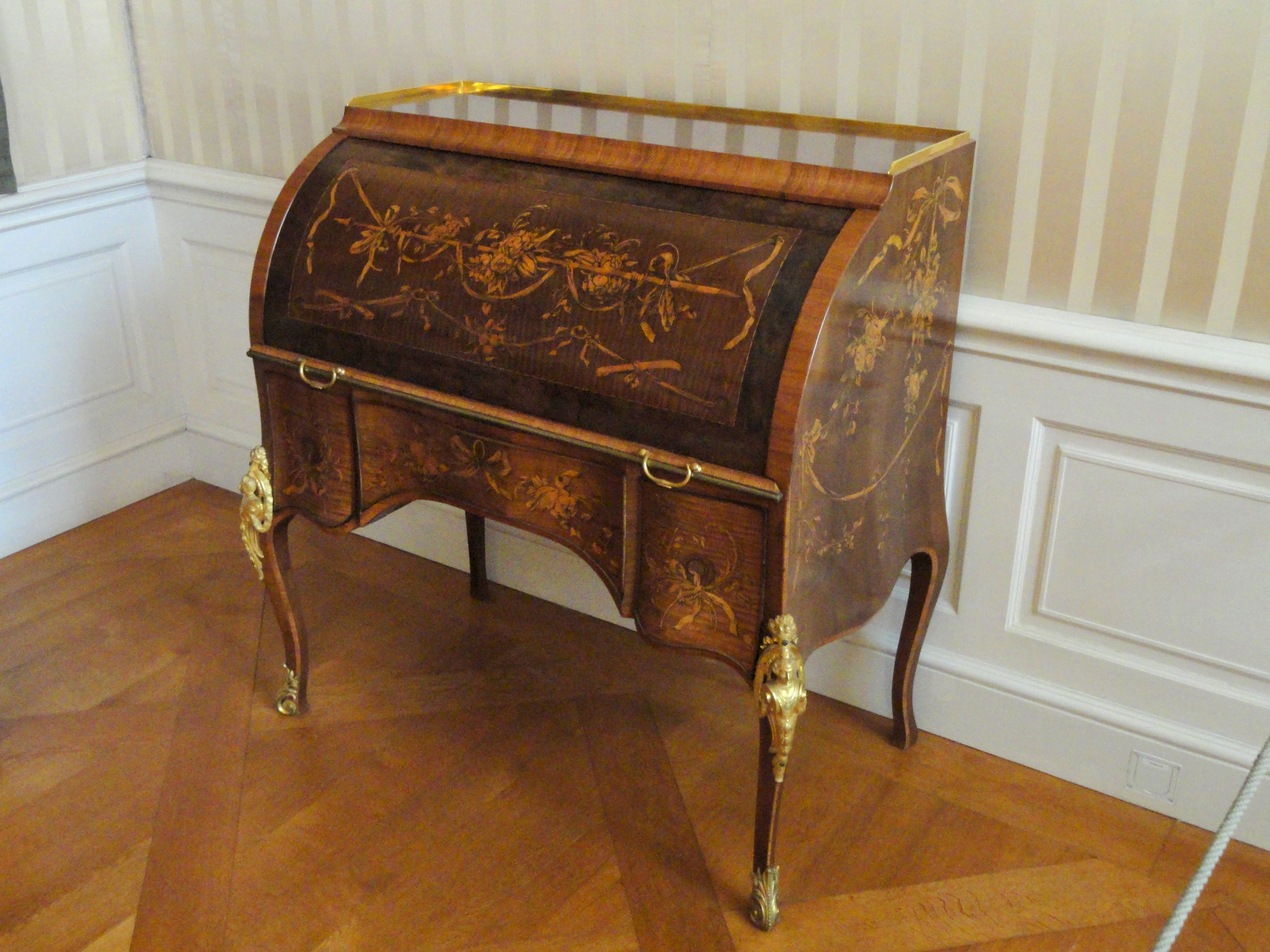
Бюро с цилиндрической крышкой. Мастерская Давида Рёнтгена. 1775. Мюнхен
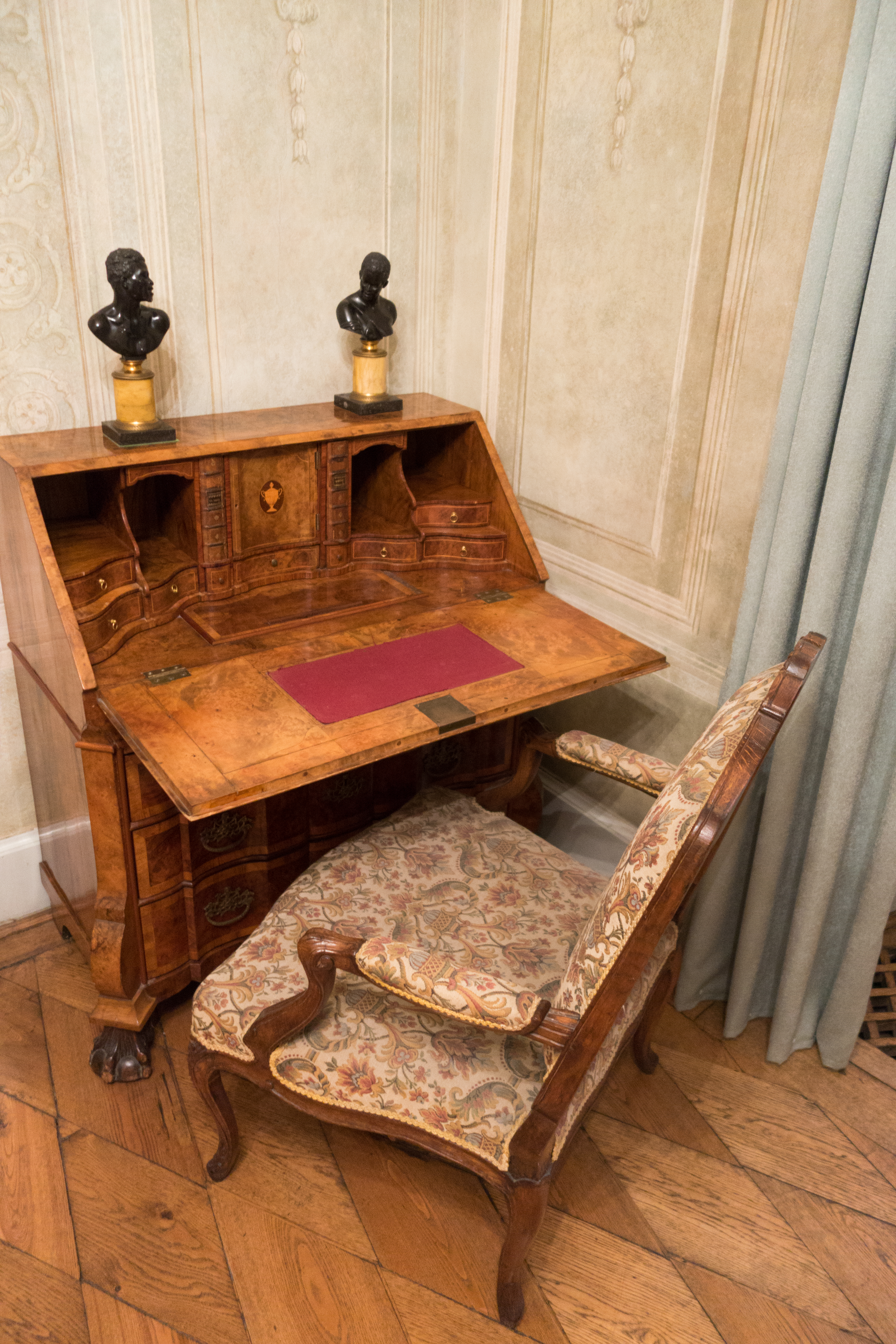
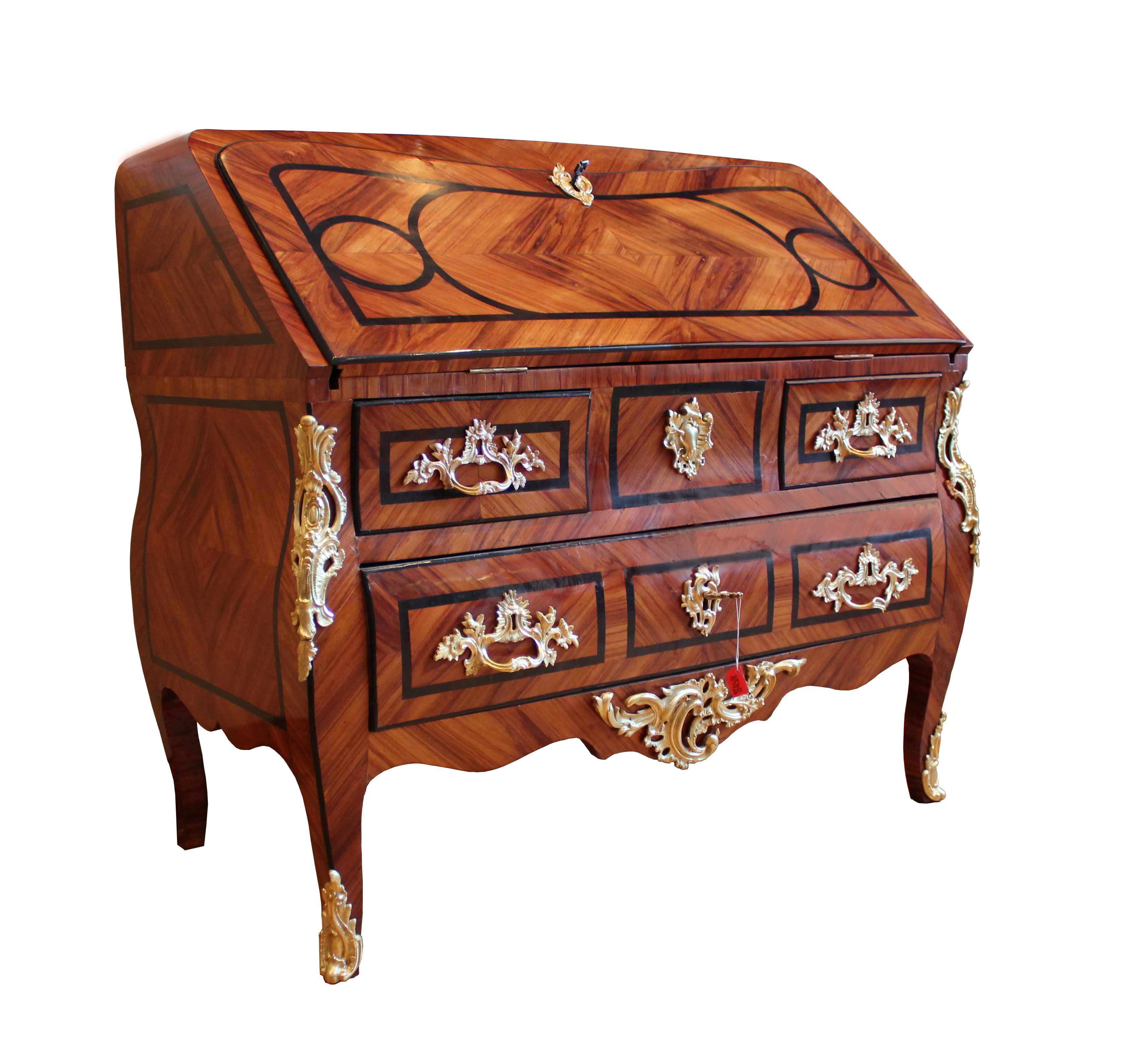
Бюро де пант дос д’ан. Франция, XVIII в. Палисандр, розовое дерево, амарант, орех, хвойные породы древесины, маркетри, золочёная бронза. 81×130×62 см